# Ángel de Villafañe
Ángel de Villafañe (nacido en 1504 - ?), fue un marino, militar, conquistador y explorador español.
Participó en las conquistas de Niño de Guzmán y Gonzalo de Sandoval en México. Además, rescató a la expedición de Tristán de Luna.

## Biografía
Ángel de Villafañe nació alrededor de 1504, siendo hijo de Juan de Villafañe y Catalina de Valdés, ambos naturales de León, Corona de Castilla (España), que había servido a los Reyes Católicos. 
En 1513, a los nueve años, el joven Ángel acompañó a su padre en la flota de Pedrarias Dávila a Santa María la Antigua del Darién (actual Colombia). En 1523, Villafañe fue en la expedición de Francisco de Garay al río Pánuco (México), que quedó finalmente encuadrada en la de Hernán Cortés que había fundado Santiesteban del Puerto (Pánuco, Veracruz). Bajo la esfera de influencia de Cortés, se trasladó a Ciudad de México donde se casó con Ynés de Carvajal, pariente de Pedro de Alvarado, quien era el segundo al mando de Hernán Cortés y gobernador de Guatemala. Villafañe llegó a ser conocido como «uno de los principales caballeros» de esa ciudad, y, tanto él como su esposa, fueron reconocidos como «gentiles, hidalgos y de gran fortuna».
Villafañe participó en las campañas de Niño de Guzmán de conquista de Michoacán y de Gonzalo de Sandoval de conquista de Colima, y también ayudó a someter a los mayas chontales, los zapotecos y mixes. Como pago por los servicios prestados a la Corona se le concedió una encomienda en Xaltepec. Luego participó en la pacificación de los jaliscos y, como capitán de barco, en la exploración de Cortés de la costa del océano Pacífico.

### Auxilio al naufragio delSan Andrés, isla del Padre (1554)

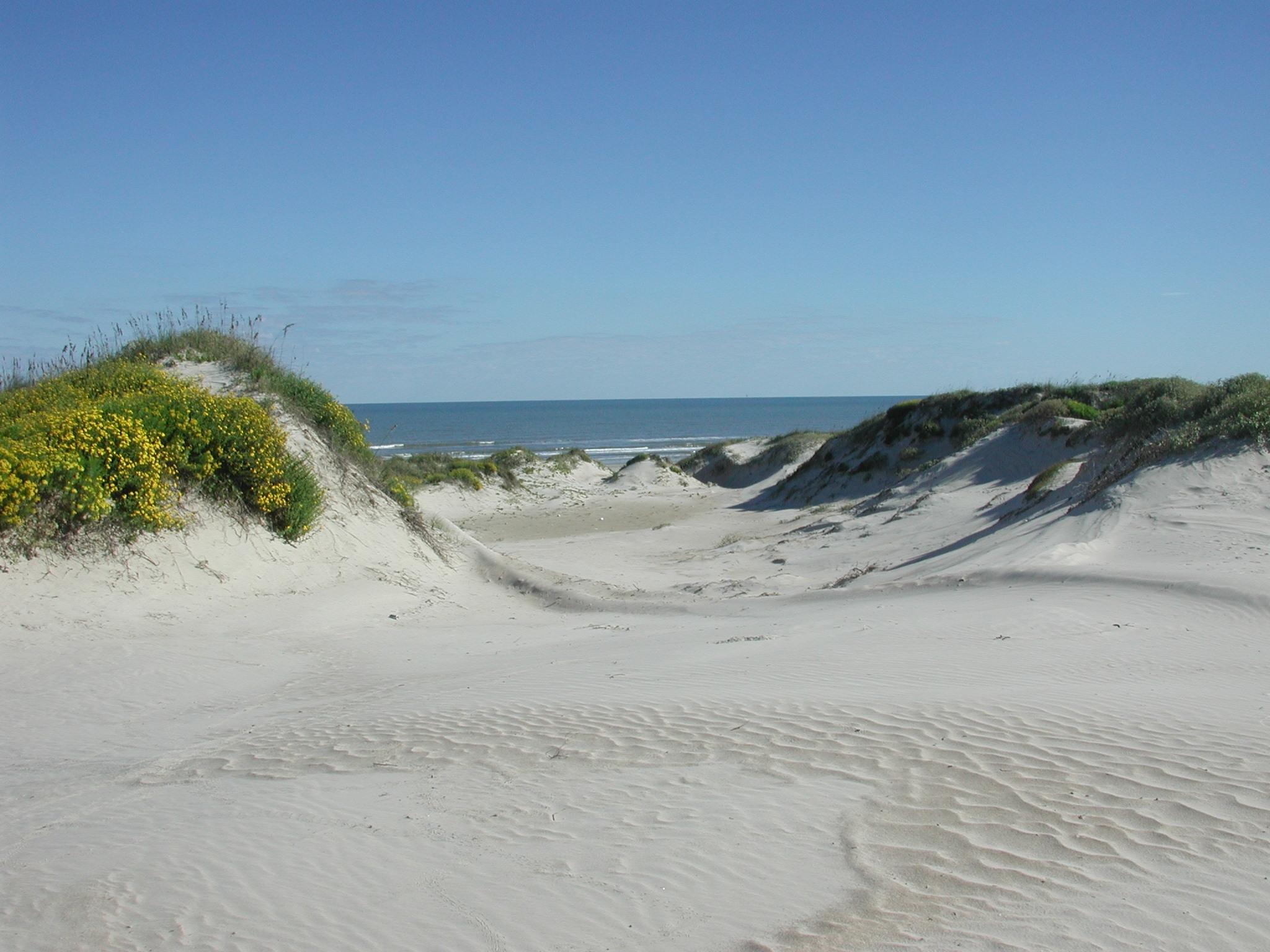
Dunas en la isla del Padre.

En 1553, Villafañe se vio envuelto en una lucha política, después de actuar por órdenes del virrey para arrestar al inspector del rey, Diego Ramírez. Atrapado entre el virrey y la Real Audiencia, trató de liberarse mediante el envío de una carta al emperador Carlos I de España. Su carta fue enviada en abril de 1554 e iba en el barco San Andrés, barco de la flota de Indias que partió en abril de 1554 del puerto de Veracruz con destino a La Habana. La flota de cuatro barcos fue sorprendida por un huracán, siendo el San Andrés el único que sobrevivió, llegando a isla del Padre (una isla costera en el actual estado de Texas, EE. UU.). El rescate de los pasajeros y la valiosa carga fue comandado por García de Escalante Alvarado (sobrino de Pedro de Alvarado), quien llegó a isla del Padre en julio de 1554, participando Villafañe con un barco desde Santisteban del Puerto (Pánuco, Veracruz).

### Expedición de Tristán de Luna y Arellano (1559-1561) y expedición a Santa Elena (1561)

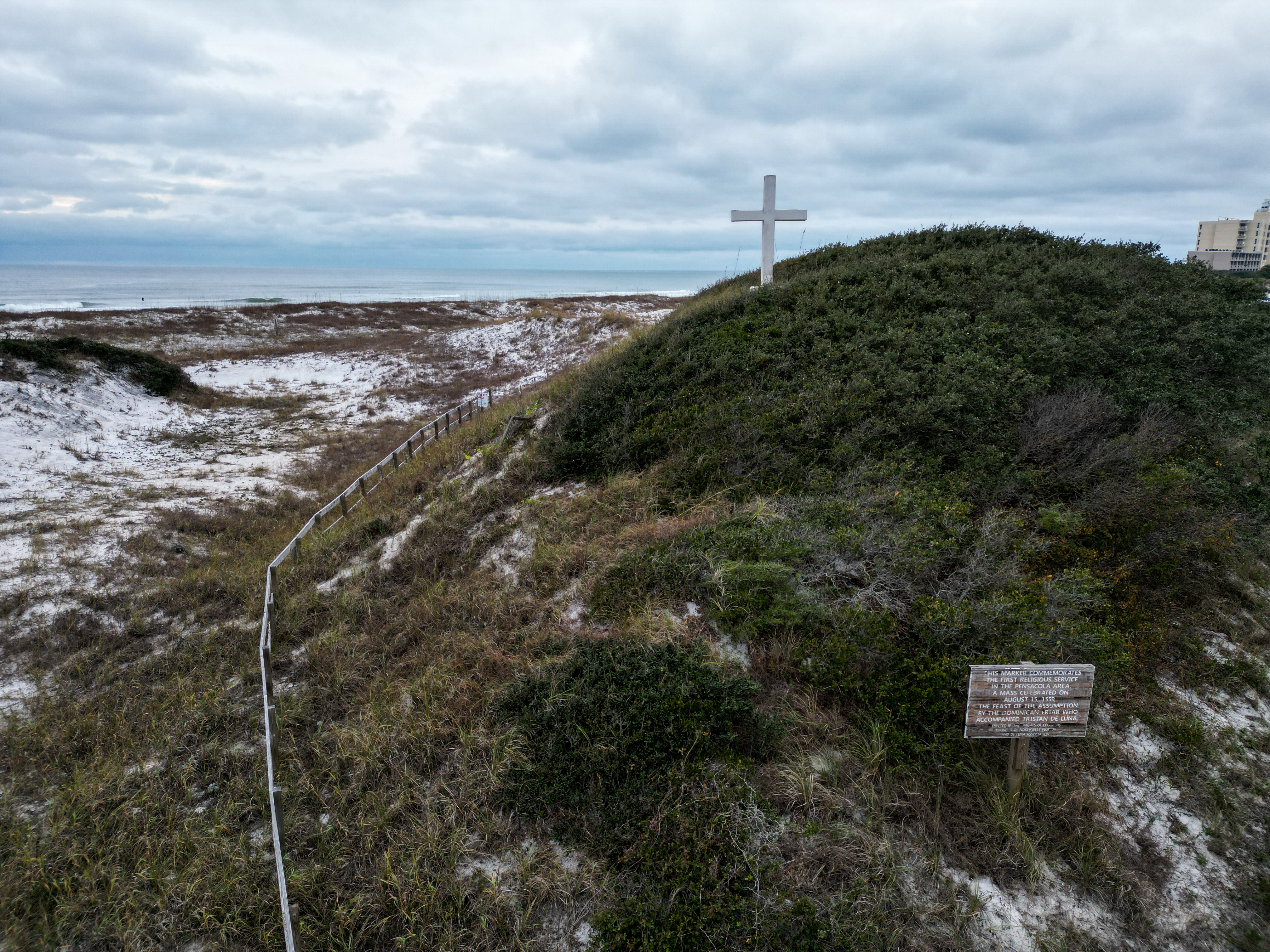
Cruz que señala la primera misa en Santa María de Ochuse (bahía de Pensacola) en la expedición de Tristán de Luna.

Villafañe fue parte de la expedición de Tristán de Luna y Arellano, quien tenía el encargo de fundar Santa María de Ochuse (actual bahía de Pensacola, Florida, EE. UU.) y varias poblaciones más para conectar el golfo de México con el atlántico por tierra y facilitar el auxilio a la flota de Indias ante los peligros de huracanas o la piratería. Villafañe se hizo cargo de los preparativos en Jalapa y se puso al mando de la guarnición de San Juan de Ulúa, dando cuenta de la expedición al virrey Luis de Velasco y Ruiz de Alarcón. En 1561 fue mandado a relevar a Tristán de Luna, quien había invertido su fortuna personal en la expedición. La expedición había fracasado por la devastación sufrida por un huracán el 19 de septiembre de 1559 y la insuficiencia de recursos para mantener a sus integrantes.Viajando a Santa María de Ochuse en marzo de 1561, en abril relevó a De Luna pasando a ser el gobernador de la provincia de La Florida y Punta de Santa Elena.
Villafañe evacuó a los 230 vecinos de Santa María de Ochuse, dejando una guarnición de 50 hombres. La expedición de Villafañe navegó con destino a la costa atlántica para fundar Santa Elena. Tras varios intentos de localizar un fondeadero o puerto adecuado, la flota fue golpeada por otro huracán. Villafañe mandó abandonar el intento de establecer Santa Elena, regresando a La Española, y luego a La Habana. Tres meses después, Villafañe regresó a Ochuse, evacuando la guarnición. 
Villafañe y otros integrantes de la expedición de Tristán de Luna dieron cuenta al virrey Velasco de la dificultad que planteaba el asentamiento permanente en el norte del golfo de México o la costa atlántica de La Florida española. Los planes de expansión a estas regiones fueron abandonados hasta la fundación efectiva de Santa Elena (1566) para expulsar a los franceses y la fundación del presidio de Santa María de Galve (1698)
No ha sido encontrado ningún informe sobre la muerte de Villafañe.
Una de sus hijas, Catalina, se casó con Jorge, un hijo de Jorge de Alvarado, hermano menor de Pedro de Alvarado, y de esta unión nació Jorge de Alvarado y Villafaña, gobernador y capitán general de Honduras, y caballero de Santiago desde 1587.